# Rogelio Ortiz Mar
Rogelio Ortiz Mar (10 de julio de 1974, Chicontepec, Veracruz) es un maestro y político mexicano, adscrito al Partido Nueva Alianza. Funge como enlace del Sindicato Nacional de Trabajadores de la Educación en su sección XXX, en la Secretaría de la Coordinación II de Reynosa. Fue diputado local por el V Distrito para la LXII Legislatura del Congreso del Estado de Tamaulipas de 2013 a 2016.

## Biografía
Hijo del profesor Cirilo Ortiz Tonche y la señora Dora Frine Mar Martínez. Estudió la licenciatura en Informática por el Instituto Tecnológico de Reynosa y la Maestría en Metodología de la Enseñanza en el Instituto Mexicano de Estudios Pedagógicos. Está casado con Silvia Dávila Guerrero con quien procreó 1 hija Mariana y de otro matrimonio Ángela.
Entre los años 2004 y 2007 fue Secretario General de la D-II-186 perteneciente a la Sección 30 del Sindicato Nacional de Trabajadores de la Educación. Miembro del Partido Nueva Alianza desde 2007, año en el que fue su representante ante el IETAM y del que más tarde se convertiría en candidato a diputado local por el distrito XVII.
En 2010 fue diputado suplente de la diputada local Hilda Graciela Santana Turrubiates quien ganara un escaño en 2010 en el Congreso Local de Tamaulipas mediante representación proporcional.
El 12 de mayo de 2013 rindió protesta como Candidato a Diputado del V Distrito Local por la Coalición Todos Somos Tamaulipas conformada por PRI y PANAL, resultando electo para tal cargo en las elecciones de 2013.